# Sommariva del Bosco
Sommariva del Bosco är en ort och kommun i provinsen Cuneo i regionen Piemonte i Italien. Kommunen hade 6 333 invånare (2018).